# Jakob Krautauer
Jakob Krautauer était un artisan autrichien orfèvre basé à Vienne (Autriche), de la fin du XVIIIe siècle jusqu’au début du XIXe siècle.
Jakob Krautauer hérita de l’atelier de son père, Ignaz Krautauer (actif 1771- 1787). Il entra la guilde en 1795 et continua son activité jusqu’en 1839. L’atelier des Krautauer est connu principalement pour ses objets en or et argents de style rococo et classique viennois.